# Csáky
I Csaky o Csáky, Conti di Körösszegh e di Adorján, sono un'antica famiglia magnatizia ungherese, le cui origini risalgono a István, tesoriere della regina Isabella d'Angiò, intorno al XIII secolo. 

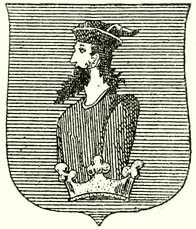
Stemma della famiglia

## Storia
Già proprietari di terre, di castelli (tra tutti, si segnalano quelli di Körösszegh e di Adorján – dai quali deriva il predicato -, di Spiš - uno dei più grandi castelli medievali dell'Europa centrale, di cui restano imponenti rovine -, di Moravany nad Váhom, di Jaklovce, di Szepesmindszent-Bijacovce, di Hodkovce e di Spišský Hrhov-Görgő), di grandi palazzi (a Budapest, Bratislava, Vienna, Košice e Levoča) e dimore padronali (per lo più in Ungheria, in Slovacchia e in Transilvania, dove risiedevano), i Csáky hanno costantemente occupato, nel corso dei secoli e fino alla fine della seconda guerra mondiale, un ruolo di primo piano nella storia dell'Ungheria, dandole consiglieri dei sovrani, ministri (tra i quali Imre Csáky e István Csáky, entrambi ministri degli esteri, Albin Csáky, ministro dell'istruzione, Károly Csáky, ministro della difesa), parlamentari, militari e diplomatici, nonché alti prelati, fra cui il cardinale Imre Csáky.
Attraverso matrimoni, la famiglia Csáky ha assunto legami di parentela con pressoché tutte le più importanti famiglie ungheresi, come, ad esempio, Andrássy, Bánffy, Báthory (famiglia cui apparteneva Stefano I, re di Polonia), Batthyány, Bethlen, Bolza, Bornemissza, Erdődy, Esterházy, Forgách, Haller, Hunyady, Lónyay, Nemes, Pálffy, Széchenyi, Sztáray, Tisza, Thurzó, Vay, Wesselényi, Wieland, Zichy; ma legami di parentela furono stretti con molte altre casate europee, specie del Centro Europa, come Auersperg, Aspremont-Lynden, Attems, Benz, Chorinsky, Coronini von Cronberg, Degenfeld-Schönburg, Draskovich, Gonzaga, Gudenus, Hilleprand-Prandau, Königsegg-Aulendorf, Liechtenstein, Montesquiou-Fézensac, Normann-Ehrenfels, Odescalchi, Orsini d'Aragona, Pallavicini, Radetzky, Thierry, Thun-Hohenstein, Trauttmansdorff, Waldeck, Waldstein e Wenckheim.
A seguito di un'adozione avvenuta nel XIX secolo, un ramo della famiglia ha assunto il doppio cognome Csáky-Pallavicini e il titolo di marchesi di Körösszegh e di Adorján.
Dopo la seconda guerra mondiale numerosissimi esponenti della famiglia Csaky hanno abbandonato le loro terre in Ungheria e in Slovacchia: attualmente discendenti della famiglia si trovano, oltre che in Ungheria, prevalentemente in Austria, Germania, Italia, Francia e Argentina.